# 馬希聲
衡陽王馬希聲（898年—932年8月15日），字若訥，五代十國時期武安節度使，是马楚武穆王馬殷的次子，馬殷在位時任武安節度副使，为其内定的接班人。妻杨氏。
929年，马希声听信后唐和荆南离间，排挤谋主高郁，高郁因而口出怨言，马希声恼怒，没有告知马殷，就以谋反为由诛杀高郁亲党。马殷虽然为高郁之死大恸，却没有处罚马希声。後唐明宗長興元年（930年），馬殷去世，马希声利用身为节度副使掌权的职务之便，秘密遣其大将欧弘练矫称父命，请求后唐朝廷立他继任为节帅，于是自称留后，不稱王，只稱藩鎮。後唐則任命馬希聲武安、靜江節度使，兼中書令。馬希聲聽說後梁太祖朱溫喜歡吃雞，很是羨慕，因此繼位後，每天都殺五十隻雞做菜；服喪期間也沒有哀傷的表情，馬殷要下葬時，還吃了好幾盤雞肉。
長興三年（932年）馬希聲去世，弟馬希範繼立。馬希聲在位時並未稱王，只在死後被追封為衡陽王。
妻杨夫人。